# سهل‌آباد (بیرجند)
سهل‌آباد روستایی در دهستان باقران بخش مرکزی شهرستان بیرجند استان خراسان جنوبی ایران است.

## جمعیت
بر پایه سرشماری عمومی نفوس و مسکن در سال ۱۳۹۵ جمعیت این روستا ۱۰ نفر (۵خانوار) بوده‌است.